# Tiny Dancer
| Оценки критиков | Оценки критиков |
| Источник        | Оценка          |
| --------------- | --------------- |
| AllMusic        | Без рейтинга    |

«Tiny Dancer» — песня Элтона Джона.
В 2004 году журнал Rolling Stone поместил песню «Tiny Dancer» в исполнении Элтона Джона на 387 место своего списка «500 величайших песен всех времён». В списке 2011 года песня находится на 397 месте.
Кроме того, в 2014 году британский музыкальный журнал New Musical Express поместил песню «Tiny Dancer» в исполнении Элтона Джона на 158 место уже своего списка «500 величайших песен всех времён».

## Чарты
| Чарт (1972)                 | Наив. поз. |
| --------------------------- | ---------- |
| Австралия                   | 13         |
| Канада (RPM)                | 19         |
| Канада (Adult Contemporary) | 20         |
| США (Billboard Hot 100)     | 41         |
| США (Cash Box Top 100)      | 29         |